# Derech chadaša
Derech chadaša (hebrejsky דרך חדשה‎; doslova „Nová cesta“) byla izraelská sionistická politická strana založená v roce 2001 Dalijí Rabinovou-Pelosofovou, dcerou zavražděného bývalého premiéra Jicchaka Rabina.

## Okolnosti vzniku strany
Strana vznikla 6. března 2001, v průběhu existence patnáctého Knesetu, když se tři poslanci, Dalia Rabinová-Pelosofová, Amnon Lipkin-Šachak a Uri Savir, odtrhli od strany Mifleget ha-merkaz (Strana středu). Dva dny po vzniku této formace, ale Amnon Lipkin-Šachak a Uri Savir rezignovali na své mandáty v Knesetu, a ve frakci tak zbyla jediná poslankyně. Po několik měsíců pak Dalia Rabinová-Pelosofová pokračovala v samostatném postupu, ale 7. května 2001 se připojila ke Straně práce, respektive k střechové formaci Jeden Izrael.